# Erich Vermehren
Erich Barward Julius Vermehren, nach 1945 Erich Vermeeren de Saventhem oder Eric Maria de Saventhem, (* 23. Dezember 1919 in Lübeck; † 28. April 2005 in Bonn) war ein deutscher Jurist und 1943/1944 Agent der Abwehr in Istanbul, dessen Desertion zu den Briten 1944 den Anlass und Vorwand zur Zerschlagung der Abwehr bot. Später wirkte er als Versicherungsmakler und war Gründungspräsident von Una Voce.

## Leben

### Herkunft und Ausbildung
Vermehren wuchs in Lübeck in einer Juristenfamilie auf. Sein Großvater war der Senator Julius Vermehren, sein Vater der Rechtsanwalt Kurt Vermehren. Seine Mutter, die Journalistin Petra Vermehren, war die Tochter des Possehl-Teilhabers Johannes Schwabroch. Erich war das jüngste von drei Kindern. Seine älteren Geschwister waren die Kabarettistin, Schauspielerin und Ordensfrau Isa Vermehren und der Journalist Michael Vermehren. 1933 zog die Mutter mit ihm und seiner Schwester nach Berlin, wo sie im April 1934 auf Empfehlung des Berliner Rechtsanwalts und Freundes der Familie Paul Leverkuehn als erste Frau in der außenpolitischen Redaktion beim Berliner Tageblatt angestellt wurde. Von Berlin aus kam Erich Vermehren in das Internat des Joachimsthaler Gymnasiums in Templin, wo er sein Abitur ablegte. Danach begann er in Hamburg eine Banklehre und ein Jurastudium, bewarb sich aber gleichzeitig um ein Rhodes-Stipendium, um an der Oxford University studieren zu können. 1938 wurde ihm das Stipendium zugesprochen, auf eine Intervention der NS-Studentenschaft hin, er sei nicht würdig, die Jugend des Dritten Reiches im Ausland zu vertreten, wurde jedoch sein Pass eingezogen, was die Annahme des Stipendiums vereitelte.
Seine Schwester Isa hatte inzwischen Elisabeth Gräfin Plettenberg (1911–2000) kennengelernt. Intensive Gespräche mit ihr führten 1938 zur Konversion Isas zur römisch-katholischen Kirche. Auch Erich Vermehren, der von Gräfin Plettenberg stark beeindruckt war, konvertierte 1939 und heiratete sie im Oktober 1941 auf Schloss Hovestadt.

### Abwehragent
Zu Beginn des Zweiten Weltkriegs wurde Erich Vermehren wegen eines lange zurückliegenden Schießunfalls, der zu einer bleibenden leichten Behinderung geführt hatte, als garnisonsverwendungsfähig Heimat eingestuft. Dadurch konnte er zunächst sein Studium fortsetzen und es 1940 in Freiburg mit dem Ersten Staatsexamen und 1941 mit der Promotion zum Dr. jur. abschließen. Er erhielt eine Stelle bei der Abwehr und wurde nach kurzer Zeit in Berlin durch die Bitte Paul Leverkuehns, der inzwischen Chef der Abwehr-Einheit in Istanbul geworden war, nach Istanbul versetzt. Außerdem war der Botschafter in Ankara, Franz von Papen, ein entfernter Verwandter seiner Frau.
Es gelang ihm, für seine Frau, die er als politisch unzuverlässig in Deutschland hatte zurücklassen müssen, Mitte Dezember 1943 einen Sonderauftrag für kirchenpolitische Erkundungen in der Türkei zu erlangen. Obwohl ihr an der bulgarisch-türkischen Grenze die Einreise verweigert wurde, als beide wieder in die Türkei reisen wollten, und Erich Vermehren allein weiterfahren musste, gelang es Elisabeth Vermehren, über Sofia mit einer Kuriermaschine des Auswärtigen Amtes doch noch nach Istanbul zu kommen.

### Desertion
Nachdem im Januar 1944 ihr Freund Otto Carl Kiep verhaftet worden war, wurden Vermehrens nach Berlin zurückbeordert, um im Zusammenhang dieses Falls vernommen zu werden. Erich Vermehren intensivierte daraufhin seine bereits bestehenden Kontakte zum britischen Geheimdienst und leitete seine Desertion ein. Um die Familien vor Sippenhaft zu bewahren, wurde am 27. Januar 1944 eine Entführung durch die Briten inszeniert. Das Paar wurde zunächst auf dem Landweg über İzmir und Aleppo nach Kairo gebracht, von dort nach Gibraltar und schließlich im März 1944 nach London.
Obwohl die Vermehrens wenig nachrichtendienstlich Verwertbares mitbrachten, entstand der Eindruck, sie hätten einen deutschen Geheimcode verraten. Dies und die Tatsache, dass die britische Presse am 10. Februar über den Fall mit der Schlagzeile Cousin of Papen deserts berichtete, führte dazu, dass der Fall in Berlin weite Kreise zog und Eingang in Goebbels’ Tagebuch vom 4. März 1944 fand: „Der Fall Vermehren in Ankara hat dem Führer viel zu schaffen gemacht. Er hat jetzt den ganzen Abwehrdienst an Himmler und den SD übergeben.“ Der Vorfall hatte Hitler bereits am 18. Februar 1944 veranlasst, die Abwehr unter Admiral Canaris zu entmachten und unter die Aufsicht des RSHA zu stellen.
Verschiedene Familienmitglieder beider Familien wurden verhaftet. Die Familie Vermehren wurde unter einem Vorwand nach Potsdam gelockt, wo sie zunächst in einem Hotel unter Hausarrest gestellt und dann in die Konzentrationslager Ravensbrück (Isa Vermehren) und Sachsenhausen (Kurt, Petra und Michael Vermehren) eingeliefert wurde.

### In England
Erich und Elisabeth Vermehren wohnten im Londoner Stadtteil South Kensington zunächst in der Wohnung der Mutter des Doppelagenten Kim Philby als Gäste des Foreign Office.
Da sie sich jedoch nicht mit der britischen Politik gegenüber Deutschland identifizieren konnten, baten sie um Freigabe, die auch gewährt wurde. Ab Januar 1946 erhielten sie keine Unterstützung der britischen Behörden mehr, waren aber weiterhin unter Beobachtung. Elisabeth Vermehren fand eine Anstellung an einer katholischen Schule in Worth Priory. Auch Erich Vermehren war 1946/47 vorübergehend als Lehrer tätig. Ab 1948 war er mit dem Unternehmen Piccadilly Parcels recht erfolgreich. Dies war eine Versandfirma, bei der Ausländer gegen Devisen in Großbritannien bis 1954 rationierte Güter verschicken konnten.
1952 fand er eine Anstellung als Versicherungsmakler. 1954 änderte er seinen Familiennamen zu Vermeeren de Saventhem, nach Zaventem, dem flämischen Ursprungsort der Familie Vermehren. Das Ehepaar benutzte dann im Allgemeinen die Namen Eric Maria und Elisabeth de Saventhem.

### Spätere Jahre
Im Auftrag der Versicherungsgesellschaft Lloyd’s of London baute Erich Vermehren ab Herbst 1952 in Zürich mit wachsendem Erfolg eine Tochtergesellschaft, Interbroke Ltd., auf. 1964 wurde er Generalbevollmächtigter für das gesamte europäische Geschäft und lebte zwei Jahre lang in Paris.
1966 kehrte das Paar in die Schweiz zurück und ließ sich hier einbürgern.
Als Reaktion auf das Zweite Vatikanische Konzil wurde der konservative Konvertit in der katholischen traditionalistischen Bewegung aktiv. Er gehörte zu den Gründern von Una Voce und wurde der erste Präsident dieser Bewegung für die Erhaltung der Tridentinischen Messe.
Als sich Elisabeth Vermehrens Gesundheit verschlechterte, beschloss das Paar, nach Deutschland zurückzukehren, und zog nach Bonn in die Nähe des Klosters seiner Schwester Isa Vermehren. Elisabeth starb im Hause ihrer Schwester Minita Freifrau von Gagern in Köln am 7. April 2000. Erich Vermehren, der 2003 noch nach Rom zu einem Treffen des Una-Voce-Vorstands mit dem damaligen Kurienkardinal Joseph Ratzinger reisen konnte, starb  am 28. April 2005 in Bonn.
Elisabeth und Erich Vermehren sind auf dem Poppelsdorfer Friedhof in Bonn begraben.

## Schriften
- Carl-Ludwig von Haller als Rechtsdenker. Freiburg (Breisgau), Univ., Diss., 1988, OCLC 722190210.